# Sybra laetula
Sybra laetula är en skalbaggsart som beskrevs av Stefan von Breuning 1939. Sybra laetula ingår i släktet Sybra och familjen långhorningar. Inga underarter finns listade i Catalogue of Life.